# ロスピタレ＝プレ＝ランドール
ロスピタレ＝プレ＝ランドール （L'Hospitalet-près-l'Andorre）は、フランス、オクシタニー地域圏、アリエージュ県のコミューン。

## 地理
コミューンは、アンドラ公国近く、ピレネー山中にある。国道22号線を走ってアンドラのアンカム教区のアル・パス・ダ・ラ・カーザ（fr）から入るか、国道20号線または国道320号線（ピュイモラン峠とトンネルを通過する）からアクセスする。
冬は特に寒い気候で、10月末から3月末まで降雪がある。夏は晴天が多く、過度に暑くなることはない。コミューンは、フランス国鉄のポルテ・サン・シモン・プッチサルダー線が交差している。
アリエージュ川、フュイヤテール川、クーム・ヴィエイユ川が町を横切る主要河川である。

## 由来
オック語でl’Espitaletと発音されるL’Hospitaletは、l’Houspitaleの変種であり、ケルト語で『逃避する場所』を意味するHospitalyの指小辞である。今日のリュションに所在するオスピス・ド・フランス（fr、山脈の南北を往来する商人や巡礼者の保護、道の保全を目的として中世に建設）は、ポール・ド・ヴナスク峠の麓にあり、ピレネー山中の各地で同じ地名が存在した。
そこは何よりも避難所であり、ピレネー山脈の峠を越えた人々が雪や嵐にみまわれた時に休息と庇護を求めてやってきた。

## 歴史

### 村の起源
ヴィック年代記によると、ロスピタレは騎士ベルトラン・ダンヴェイグによって設立された。彼はセルダーニュの老婦人、シュザンヌ・ダンヴェイグの甥で、彼女の領地の境界はセーヤン（現在のメラン・レ・ヴァル）にまで達していた。1003年、ピュイモラン峠の西側で雪嵐に遭遇した騎士ダンヴェイグは、もし自分が救われたら、叔母の守護聖人である聖シュザンヌに捧げる避難所または、施療所と付属の礼拝堂を建設すると誓いを立てた。同時に、彼は乗っていた馬の腹を剣で切り裂いて、内臓を取り出し、空いた空洞に自分の身を隠した。この賢いやり方で、彼は自分の体を温め、休息をとり、旅を続けることができた。
彼は誓いを守ったので、今日も我々はサント・シュザンヌと呼ばれる橋の近くに建てられた礼拝堂を目にすることができる。この聖女はロスピタレの守護聖人となった。聖名祝日は8月11日である。サント・シュザンヌ避難所は、聖ヨハネ騎士団の戒律を守る修道士たちによって運営された。当時、ロスピタレの住民は避難所で奉仕を行う7、8人の修道士たちからなり、ドナ（donat）と呼ばれる何人かの無償労働者が補佐して、旅人や巡礼者に休息をとらせ、家畜の群れを守り、土地を耕した。皆が平穏に暮らしていた。
コミューンの面積が編成された1791年、ロスピタレはメラン・レ・ヴァルの1集落だった。17世紀半ばまでは、その歴史を記念して、ロスピタレはドスピタル・ド・サント・シュザンヌ（d’Hospital de Sainte Suzanne）と呼ばれていた。1631年のペスト流行の後、メランの役人の記録によれば、村にはサント・シュザンヌの名を頂く教会があり、メランのそれとは異なる墓地を持っていた。17世紀に建てられた教会の鐘楼は、1843年に再建された。

### 19世紀から20世紀

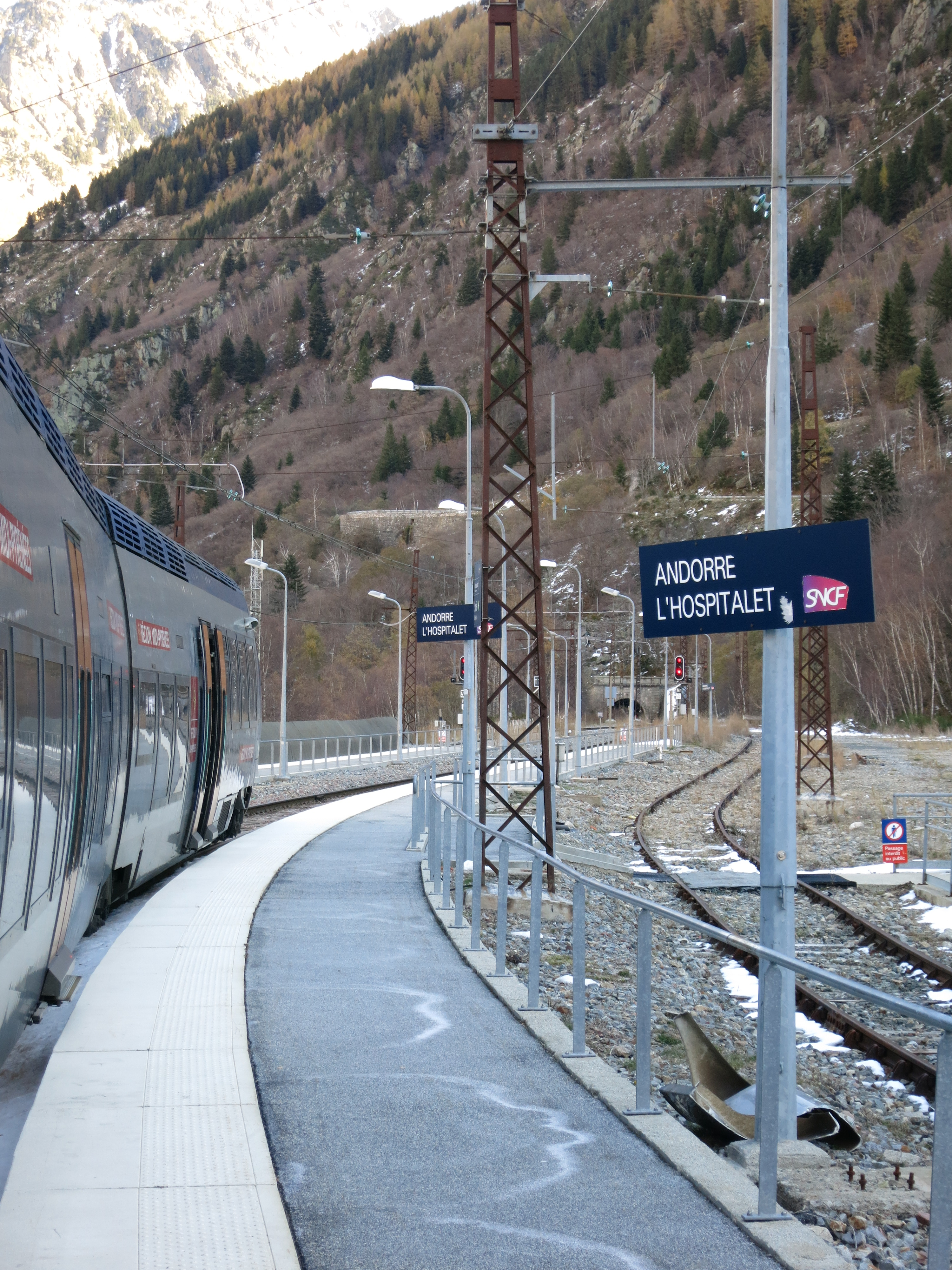
フランス国鉄のアンドール・ロスピタレ駅

国境近くの村ロスピタレは、1793年4月にスペイン軍の侵攻を経験した（この時は国境警備隊とマルボット将軍の隊によって撃退されている）。1811年と1812年にはスペイン軍はアクス地方やタラスコン・シュル・アリエージュの門にまで迫った。
アリエージュ川渓谷の鍛冶場で利用されるピュイモラン鉱山の鉄は、強制的に通過し、その役割どおりに中継されていった。1865年、国道20号線がメランに到達した。19世紀終わりまで、乗合馬車がピュイモラン峠を越えることはなかった。
雪崩の発生が記録に残っている。1895年1月4日、1906年12月16日と12月25日である。国境を往来する位置とその地形から、ロスピタレは交差路となった。1898年10月1日、郵便局が開局した。鉄道路線がトンネルの貫通工事によってリポイまで延長されることになり、1908年10月20日に元大臣テオフィル・デルカッセ臨席のもと開業した。水力発電所と税関も設置された。
1896年当時、ロスピタレには34世帯139人が暮らし、28軒の住宅があった。
ピュイモラン峠からアル・パス・ダ・ラ・カーザへ至るアンドラの道は、1933年から始まる。

### 現代

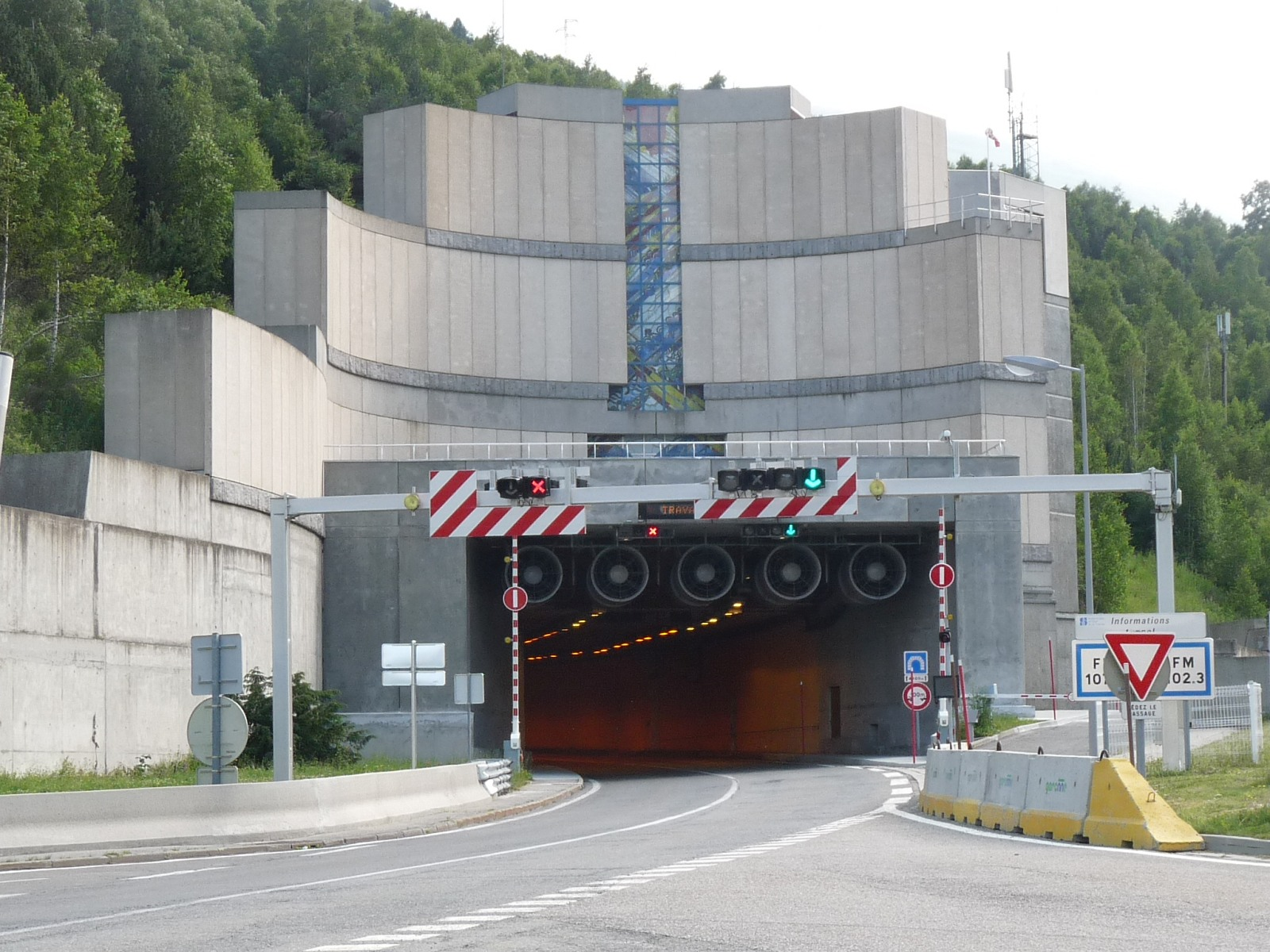
ピュイモラン・トンネル

現在のロスピタレには、1994年に開通したピュイモラン・トンネルがある。トンネルは、アリエージュ県とピレネーゾリアンタル県の境界に位置し、一方でアリエージュ川渓谷と、他方でセルダーニュ地方およびカプシル地方とをつないでいる。この建造物は、冬場に特に問題となるピュイモラン峠の往来を避けるものである。
トンネルの最上端とピュイモラン峠の高さの差は345mで、全長4.8km、幅6.50mの2車線である。このトンネルは実質的に鉄道トンネルの経路をたどっている。トンネルはポン・ド・セルダという場所を起点とし、ピレネーゾリアンタル県のコミューン、ポルテ＝ピュイモランの村の下で終点となる。

## 人口統計
2016年時点のコミューン人口は91人で、2011年時点の人口より1.09%減少した。
| 1962年 | 1968年 | 1975年 | 1982年 | 1990年 | 1999年 | 2006年 | 2016年 |
| ------ | ------ | ------ | ------ | ------ | ------ | ------ | ------ |
| 193    | 161    | 186    | 171    | 146    | 166    | 107    | 91     |

参照元:1962年から1999年までは複数コミューンに住所登録をする者の重複分を除いたもの。それ以降は当該コミューンの人口統計によるもの。1999年までEHESS/Cassini、2006年以降INSEE